# Mimosa subinermis
Mimosa subinermis là một loài thực vật có hoa trong họ Đậu. Loài này được (S. Watson) B.L. Turner miêu tả khoa học đầu tiên năm 1994.